# Safiatou Thiam
Pour les articles homonymes, voir Thiam.
 (janvier 2014).
Safiatou Thiam, née le 24 mai 1963 à Dakar (Sénégal), est un médecin de santé publique sénégalais, spécialiste du VIH/Sida, ancienne ministre de la Santé et de la Prévention dans le gouvernement de Cheikh Hadjibou Soumaré. Depuis le 19 février 2014, elle est secrétaire exécutive du Conseil national de lutte contre le sida (CNLS).

## Biographie
Après un doctorat d'État de médecine obtenu en 1995 à l'université Cheikh Anta Diop de Dakar, avec une thèse intitulée Le SIDA en milieu chirurgical : Connaissances, attitudes et pratiques, elle complète sa formation par un Master of Science à l'Institut de médecine tropicale d'Anvers (1997). Elle obtient plusieurs diplômes spécialisés à Dakar et en France, ainsi qu'un DEA « Santé publique et pays en développement » à l'université Pierre-et-Marie-Curie (Paris VI) en 2001.
Au sein du Conseil national de la lutte contre le Sida (CNLS), elle est responsable des programmes du Fonds mondial de lutte contre cette pandémie. En 2007 elle est recrutée comme coordinatrice au Sénégal du programme ONUSIDA.
Le 13 septembre 2007, à l'âge de 44 ans, Safiatou Thiam est nommée ministre de la Santé et de la Prévention. Elle succède à Abdou Fall, après un bref intermède de Issa Mbaye Samb, pharmacien, et de multiples remaniements à la tête du Ministère de la Santé depuis l'accession au pouvoir du président Abdoulaye Wade en 2000. Thérèse Coumba Diop lui succède en mai 2009.
Jusqu'en février 2014, elle est consultante chez Grant Management Solutions au Mali. Depuis le 19 février 2014, à la faveur d’un arrêté de la Primature, elle est nommée secrétaire exécutive du Conseil national de lutte contre le sida, succédant à Ibra Ndoye.